# Giovanni Lentini il Vecchio
Giovanni Lentini detto il Vecchio, per distinguerlo dal nipote Giovanni Lentini il Giovane (Trapani, 1830 – Palermo, 1898) è stato un pittore, scenografo e decoratore italiano.

## Biografia
Studiò inizialmente con il padre a Trapani, poi si spostò a Palermo per proseguire la propria formazione. Successivamente continuò a studiare scenografia con il bolognese Antonio Morselli e poi con Alessandro Mantovani a Roma. 
Fu esponente di rilievo dell'Ottocento siciliano, decoratore di palazzi patrizi.
Tra i suoi mecenati vi fu il conte Tasca, per il quale realizzò numerose decorazioni nella la sua residenza. Ottenne un incarico come scenografo titolare per il Teatro Reale Carolino, poi Bellini di Palermo, ove fu molto apprezzato 
Ebbe molto successo successivamente come decoratore delle residenze dell'alta società palermitana. Lentini ebbe molti discepoli, tra cui lo scenografo Giuseppe Cavallari.
Suo figlio, Rocco Lentini, fu pittore paesaggista. Il nipote omonimo, Giovanni Lentini il Giovane, fu anch'esso pittore nonché docente all'Accademia di Brera.